# Кесон, Аврора
Аврора Кесон (урождённая Аврора Антония Арагон-и-Молина) (исп. Aurora Quezon; 19 февраля 1888, Балер, о. Лусон — 28 апреля 1949, Бонгабон, о. Лусон) — жена президента Филиппин Мануэля Кесона. 2-я первая леди Филиппин (15 ноября 1935 — 1 августа 1944). Медицинская сестра. Суфражистка. Слуга Божья.

## Биография

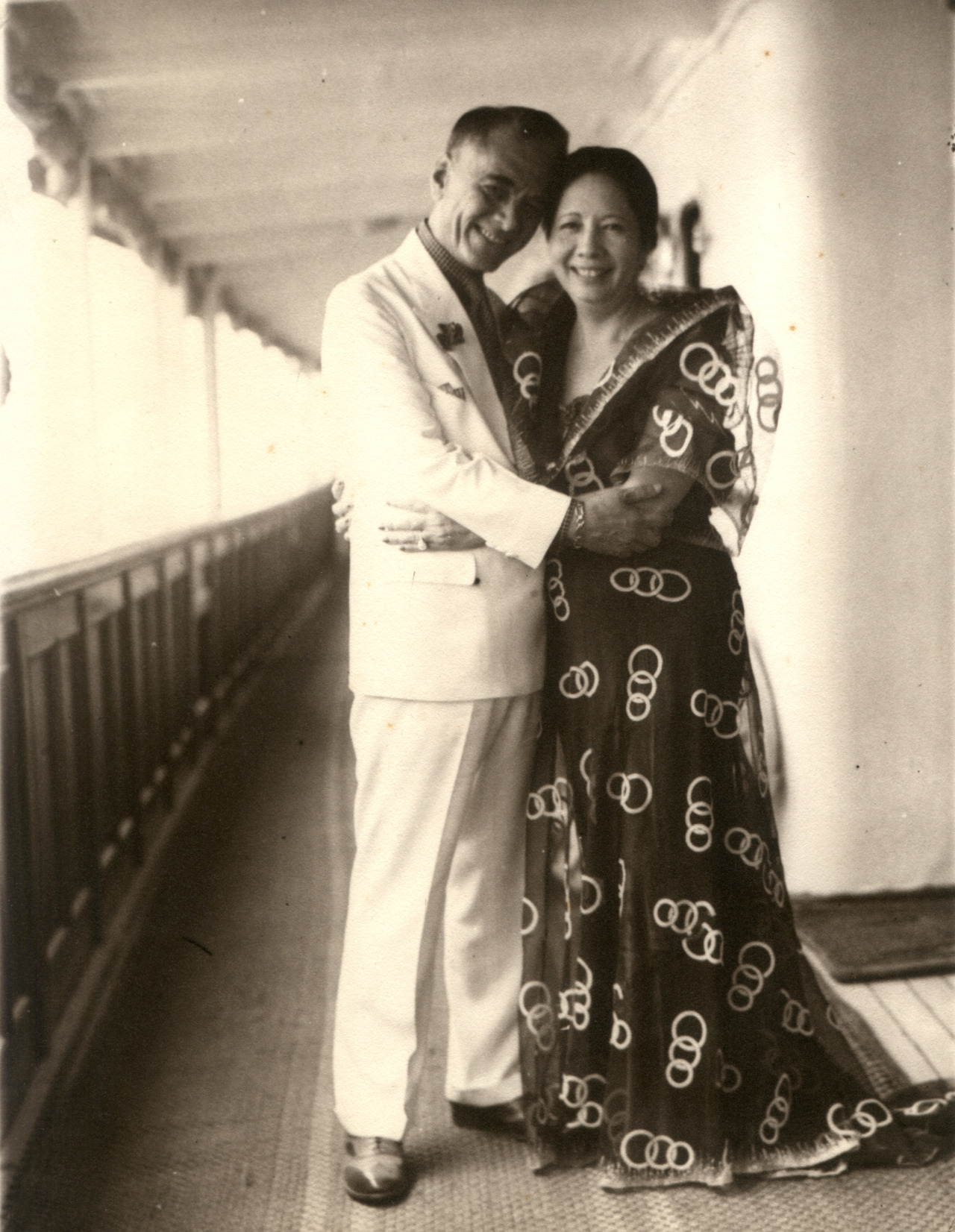
Аврора и Мануэль Кесон

Родилась в семье активиста тайной филиппинской патриотической организации Катипунан, участника Филиппинской революции, арестованного властями и умершего в заключении.
Вышла замуж за Мануэля Кесона в декабре 1918 года. В браке родилось четверо детей: Мария Аврора, Мария Зенеида, Лусия Корасон Пас и Мануэль Лусио. Брак продлился до смерти Мануэля Кесона в 1944 году.
Через пять лет после смерти её мужа она и её дочь Мария Аврора («Малышка») были убиты членами Народной антияпонской армии, вооружённого крыла Коммунистической партии Филиппин, когда направлялись в город Балер, чтобы открыть больницу, посвящённую памяти президента Мануэля Кесона. Первоначально была похоронена на Северном кладбище Манилы.Позже её останки были перезахоронены вместе с мужем в храме Мемориального парка Кесона.
А. Кесон известна в стране своим участием в гуманитарной деятельности, была в числе основателей и первым председателем Национальной организации Красного Креста Филиппин. Сыграла ключевую роль в установлении избирательного права женщин в стране.

## Награды
- Президентская медаль «За заслуги»

## Память

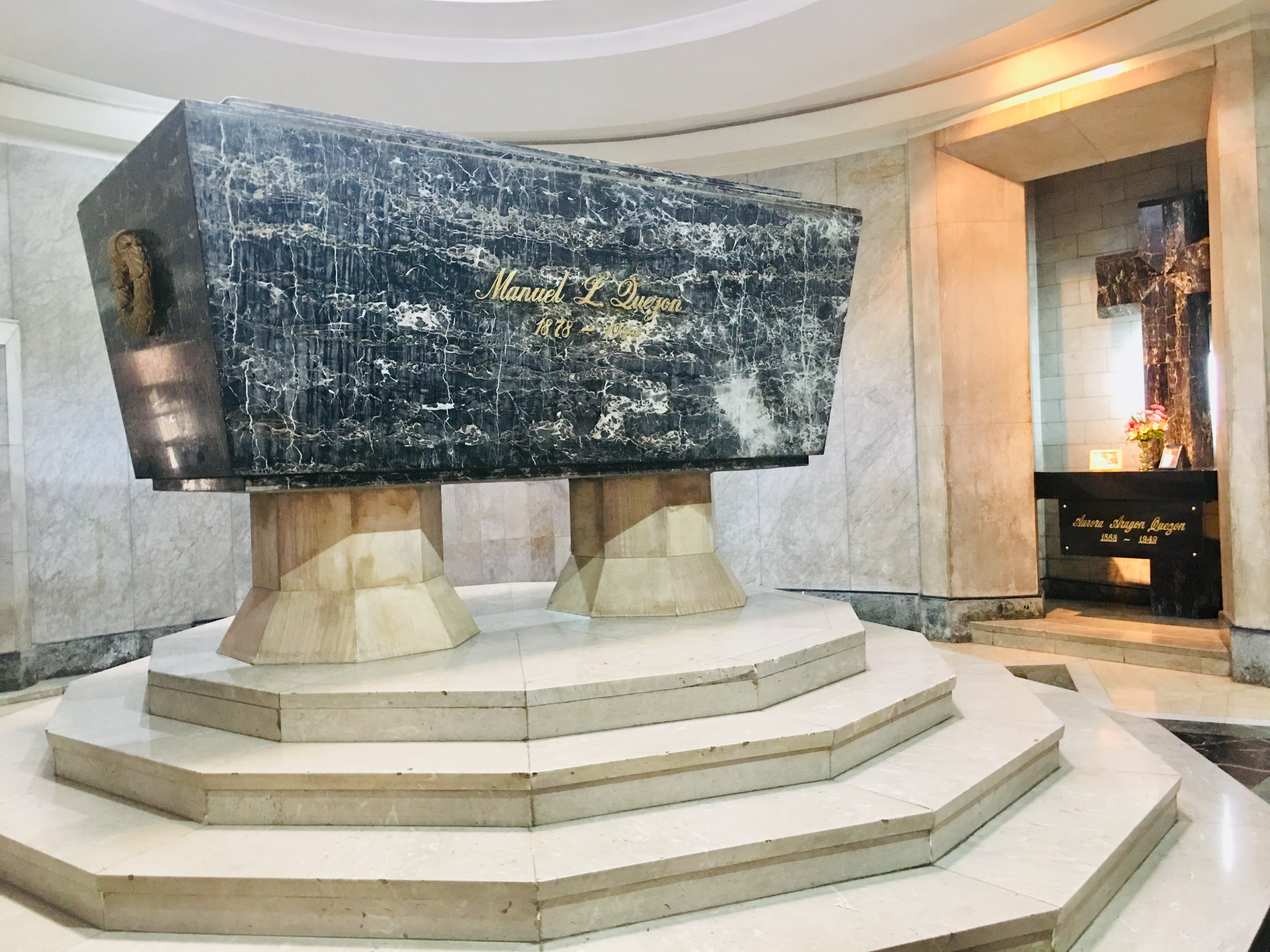
Могила Авроры и Мануэля Кесон в Мемориальном парке Кесона

- В честь Авроры Кесон названа провинция Аврора в регионе Центральный Лусон на Филиппинах.
- В её честь в 1951 году улица в Маниле была переименована в бульвар Авроры.
- Католический Колледж Маунт-Кармель в Балере носит её имя.
- В настоящее время начат процесс беатификации Авроры Кесон.